# Tour de Abu Dhabi 2017
La 3.ª edición del Tour de Abu Dhabi, fue una carrera de ciclismo en ruta por etapas que se celebró entre el 23 y el 26 de febrero de 2017 en los Emiratos Árabes Unidos sobre un recorrido total de 671 kilómetros.
La carrera hizo parte del UCI WorldTour 2017, calendario ciclístico de máximo nivel mundial, siendo la tercera carrera de dicho circuito.
La carrera fue ganada por el corredor portugués Rui Costa del equipo UAE Team Emirates, en segundo lugar Ilnur Zakarin (Team Katusha-Alpecin) y en tercer lugar Tom Dumoulin (Team Sunweb).

## Equipos participantes
| WorldTeams (16)- AG2R La Mondiale - Astana - Bahrain-Merida - BMC Racing Team - Bora-Hansgrohe - Dimension Data - Katusha-Alpecin - Lotto NL-Jumbo - Lotto-Soudal - Movistar Team - Orica-Scott - Quick-Step Floors - Sky - Team Sunweb - Trek-Segafredo - UAE Team Emirates Equipos continentales profesionales (4)- Bardiani CSF - Gazprom-RusVelo - Nippo-Vini Fantini - Novo Nordisk |
| |

## Etapas
| Etapa     | Fecha     | Recorrido                                 | type                   | Distancia (km) | Ganador           | Líder             |
| --------- | --------- | ----------------------------------------- | ---------------------- | -------------- | ----------------- | ----------------- |
| 1.ª etapa | 23 de feb | Abu Dhabi – Madinat Zayed                 | etapa llana            | 189            | Mark Cavendish    | Mark Cavendish    |
| 2.ª etapa | 24 de feb | Al Maryah Island – Abu Dhabi              | etapa llana            | 153            | Marcel Kittel     | Mark Cavendish    |
| 3.ª etapa | 25 de feb | Estadio Hazza Bin Zayed – Jabal Hafit     | etapa de media montaña | 186            | Rui Alberto Costa | Rui Alberto Costa |
| 4.ª etapa | 26 de feb | Circuito Yas Marina – Circuito Yas Marina | etapa llana            | 143            | Caleb Ewan        | Rui Alberto Costa |

## Desarrollo de la carrera

### Etapa 1
| \| Clasificación de la etapa \| Clasificación de la etapa \| Clasificación de la etapa \| Clasificación de la etapa \| Clasificación de la etapa \| \| Ciclista \| Ciclista \| Equipo \| Tiempo \| \| \| ------------------------- \| ------------------------- \| ------------------------- \| ------------------------- \| ------------------------- \| \| 1.º \| Mark Cavendish \| Dimension Data \| 4 h 37 min 06 s \| \| \| 2.º \| André Greipel \| Lotto-Soudal \| + 0 s \| \| \| 3.º \| Niccolò Bonifazio \| Bahrain-Merida \| + 0 s \| \| \| 4.º \| Simone Consonni \| UAE Team Emirates \| + 0 s \| \| \| 5.º \| Elia Viviani \| Team Sky \| + 0 s \| \| \| 6.º \| Roger Kluge \| Orica-Scott \| + 0 s \| \| \| 7.º \| Aleksandr Porsev \| Gazprom-RusVelo \| + 0 s \| \| \| 8.º \| Matteo Pelucchi \| Bora-Hansgrohe \| + 0 s \| \| \| 9.º \| Nicola Ruffoni \| Bardiani CSF \| + 0 s \| \| \| 10.º \| Eduard-Michael Grosu \| Nippo-Vini Fantini \| + 0 s \| \| |                      |                    |                 |
| |                      |                    |                 |
| Fuente: ProCyclingStats |                      |                    |                 |
| Clasificación de la etapa |                      |                    |                 |
| Ciclista | Ciclista             | Equipo             | Tiempo          |
| 1.º | Mark Cavendish       | Dimension Data     | 4 h 37 min 06 s |
| 2.º | André Greipel        | Lotto-Soudal       | + 0 s           |
| 3.º | Niccolò Bonifazio    | Bahrain-Merida     | + 0 s           |
| 4.º | Simone Consonni      | UAE Team Emirates  | + 0 s           |
| 5.º | Elia Viviani         | Team Sky           | + 0 s           |
| 6.º | Roger Kluge          | Orica-Scott        | + 0 s           |
| 7.º | Aleksandr Porsev     | Gazprom-RusVelo    | + 0 s           |
| 8.º | Matteo Pelucchi      | Bora-Hansgrohe     | + 0 s           |
| 9.º | Nicola Ruffoni       | Bardiani CSF       | + 0 s           |
| 10.º | Eduard-Michael Grosu | Nippo-Vini Fantini | + 0 s           |

| \| Clasificación general \| Clasificación general \| Clasificación general \| Clasificación general \| Clasificación general \| \| Ciclista \| Ciclista \| Equipo \| Tiempo \| \| \| --------------------- \| --------------------- \| --------------------- \| --------------------- \| --------------------- \| \| 1.º \| Mark Cavendish \| Dimension Data \| 4 h 36 min 56 s \| \| \| 2.º \| André Greipel \| Lotto-Soudal \| + 4 s \| \| \| 3.º \| Manuele Mori \| UAE Team Emirates \| + 4 s \| \| \| 4.º \| Niccolò Bonifazio \| Bahrain-Merida \| + 6 s \| \| \| 5.º \| Mirco Maestri \| Bardiani CSF \| + 8 s \| \| \| 6.º \| Kazushige Kuboki \| Nippo-Vini Fantini \| + 8 s \| \| \| 7.º \| Simone Consonni \| UAE Team Emirates \| + 10 s \| \| \| 8.º \| Elia Viviani \| Team Sky \| + 10 s \| \| \| 9.º \| Roger Kluge \| Orica-Scott \| + 10 s \| \| \| 10.º \| Aleksandr Porsev \| Gazprom-RusVelo \| + 10 s \| \| |                   |                    |                 |
| |                   |                    |                 |
| Fuente: ProCyclingStats |                   |                    |                 |
| Clasificación general |                   |                    |                 |
| Ciclista | Ciclista          | Equipo             | Tiempo          |
| 1.º | Mark Cavendish    | Dimension Data     | 4 h 36 min 56 s |
| 2.º | André Greipel     | Lotto-Soudal       | + 4 s           |
| 3.º | Manuele Mori      | UAE Team Emirates  | + 4 s           |
| 4.º | Niccolò Bonifazio | Bahrain-Merida     | + 6 s           |
| 5.º | Mirco Maestri     | Bardiani CSF       | + 8 s           |
| 6.º | Kazushige Kuboki  | Nippo-Vini Fantini | + 8 s           |
| 7.º | Simone Consonni   | UAE Team Emirates  | + 10 s          |
| 8.º | Elia Viviani      | Team Sky           | + 10 s          |
| 9.º | Roger Kluge       | Orica-Scott        | + 10 s          |
| 10.º | Aleksandr Porsev  | Gazprom-RusVelo    | + 10 s          |

### Etapa 2
| \| Clasificación de la etapa \| Clasificación de la etapa \| Clasificación de la etapa \| Clasificación de la etapa \| Clasificación de la etapa \| \| Ciclista \| Ciclista \| Equipo \| Tiempo \| \| \| ------------------------- \| ------------------------- \| ------------------------- \| ------------------------- \| ------------------------- \| \| 1.º \| Marcel Kittel \| Quick-Step Floors \| 3 h 28 min 11 s \| \| \| 2.º \| Caleb Ewan \| Orica-Scott \| + 0 s \| \| \| 3.º \| Mark Cavendish \| Dimension Data \| + 0 s \| \| \| 4.º \| Matteo Pelucchi \| Bora-Hansgrohe \| + 0 s \| \| \| 5.º \| Phil Bauhaus \| Team Sunweb \| + 0 s \| \| \| 6.º \| Elia Viviani \| Team Sky \| + 0 s \| \| \| 7.º \| Andrea Guardini \| UAE Team Emirates \| + 0 s \| \| \| 8.º \| Eduard-Michael Grosu \| Nippo-Vini Fantini \| + 0 s \| \| \| 9.º \| André Greipel \| Lotto-Soudal \| + 0 s \| \| \| 10.º \| Aleksandr Porsev \| Gazprom-RusVelo \| + 0 s \| \| |                      |                    |                 |
| |                      |                    |                 |
| Fuente: ProCyclingStats |                      |                    |                 |
| Clasificación de la etapa |                      |                    |                 |
| Ciclista | Ciclista             | Equipo             | Tiempo          |
| 1.º | Marcel Kittel        | Quick-Step Floors  | 3 h 28 min 11 s |
| 2.º | Caleb Ewan           | Orica-Scott        | + 0 s           |
| 3.º | Mark Cavendish       | Dimension Data     | + 0 s           |
| 4.º | Matteo Pelucchi      | Bora-Hansgrohe     | + 0 s           |
| 5.º | Phil Bauhaus         | Team Sunweb        | + 0 s           |
| 6.º | Elia Viviani         | Team Sky           | + 0 s           |
| 7.º | Andrea Guardini      | UAE Team Emirates  | + 0 s           |
| 8.º | Eduard-Michael Grosu | Nippo-Vini Fantini | + 0 s           |
| 9.º | André Greipel        | Lotto-Soudal       | + 0 s           |
| 10.º | Aleksandr Porsev     | Gazprom-RusVelo    | + 0 s           |

| \| Clasificación general \| Clasificación general \| Clasificación general \| Clasificación general \| Clasificación general \| \| Ciclista \| Ciclista \| Equipo \| Tiempo \| \| \| --------------------- \| --------------------- \| --------------------- \| --------------------- \| --------------------- \| \| 1.º \| Mark Cavendish \| Dimension Data \| 8 h 05 min 03 s \| \| \| 2.º \| Marcel Kittel \| Quick-Step Floors \| + 4 s \| \| \| 3.º \| André Greipel \| Lotto-Soudal \| + 8 s \| \| \| 4.º \| Marco Canola \| Nippo-Vini Fantini \| + 8 s \| \| \| 5.º \| Caleb Ewan \| Orica-Scott \| + 8 s \| \| \| 6.º \| Manuele Mori \| UAE Team Emirates \| + 8 s \| \| \| 7.º \| Niccolò Bonifazio \| Bahrain-Merida \| + 10 s \| \| \| 8.º \| Fabio Calabria \| Team Novo Nordisk \| + 11 s \| \| \| 9.º \| Mirco Maestri \| Bardiani CSF \| + 12 s \| \| \| 10.º \| Kazushige Kuboki \| Nippo-Vini Fantini \| + 12 s \| \| |                   |                    |                 |
| |                   |                    |                 |
| Fuente: ProCyclingStats |                   |                    |                 |
| Clasificación general |                   |                    |                 |
| Ciclista | Ciclista          | Equipo             | Tiempo          |
| 1.º | Mark Cavendish    | Dimension Data     | 8 h 05 min 03 s |
| 2.º | Marcel Kittel     | Quick-Step Floors  | + 4 s           |
| 3.º | André Greipel     | Lotto-Soudal       | + 8 s           |
| 4.º | Marco Canola      | Nippo-Vini Fantini | + 8 s           |
| 5.º | Caleb Ewan        | Orica-Scott        | + 8 s           |
| 6.º | Manuele Mori      | UAE Team Emirates  | + 8 s           |
| 7.º | Niccolò Bonifazio | Bahrain-Merida     | + 10 s          |
| 8.º | Fabio Calabria    | Team Novo Nordisk  | + 11 s          |
| 9.º | Mirco Maestri     | Bardiani CSF       | + 12 s          |
| 10.º | Kazushige Kuboki  | Nippo-Vini Fantini | + 12 s          |

### Etapa 3
| \| Clasificación de la etapa \| Clasificación de la etapa \| Clasificación de la etapa \| Clasificación de la etapa \| Clasificación de la etapa \| \| Ciclista \| Ciclista \| Equipo \| Tiempo \| \| \| ------------------------- \| ------------------------- \| ------------------------- \| ------------------------- \| ------------------------- \| \| 1.º \| Rui Alberto Costa \| UAE Team Emirates \| 4 h 34 min 08 s \| \| \| 2.º \| Ilnur Zakarin \| Katusha-Alpecin \| + 0 s \| \| \| 3.º \| Tom Dumoulin \| Team Sunweb \| + 10 s \| \| \| 4.º \| Bauke Mollema \| Trek-Segafredo \| + 28 s \| \| \| 5.º \| Julian Alaphilippe \| Quick-Step Floors \| + 46 s \| \| \| 6.º \| Fabio Aru \| Astana \| + 46 s \| \| \| 7.º \| Rafał Majka \| Bora-Hansgrohe \| + 46 s \| \| \| 8.º \| George Bennett \| LottoNL-Jumbo \| + 46 s \| \| \| 9.º \| Domenico Pozzovivo \| AG2R La Mondiale \| + 46 s \| \| \| 10.º \| Nairo Quintana \| Movistar Team \| + 58 s \| \| |                    |                   |                 |
| |                    |                   |                 |
| Fuente: ProCyclingStats |                    |                   |                 |
| Clasificación de la etapa |                    |                   |                 |
| Ciclista | Ciclista           | Equipo            | Tiempo          |
| 1.º | Rui Alberto Costa  | UAE Team Emirates | 4 h 34 min 08 s |
| 2.º | Ilnur Zakarin      | Katusha-Alpecin   | + 0 s           |
| 3.º | Tom Dumoulin       | Team Sunweb       | + 10 s          |
| 4.º | Bauke Mollema      | Trek-Segafredo    | + 28 s          |
| 5.º | Julian Alaphilippe | Quick-Step Floors | + 46 s          |
| 6.º | Fabio Aru          | Astana            | + 46 s          |
| 7.º | Rafał Majka        | Bora-Hansgrohe    | + 46 s          |
| 8.º | George Bennett     | LottoNL-Jumbo     | + 46 s          |
| 9.º | Domenico Pozzovivo | AG2R La Mondiale  | + 46 s          |
| 10.º | Nairo Quintana     | Movistar Team     | + 58 s          |

| \| Clasificación general \| Clasificación general \| Clasificación general \| Clasificación general \| Clasificación general \| \| Ciclista \| Ciclista \| Equipo \| Tiempo \| \| \| --------------------- \| --------------------- \| --------------------- \| --------------------- \| --------------------- \| \| 1.º \| Rui Alberto Costa \| UAE Team Emirates \| 12 h 39 min 15 s \| \| \| 2.º \| Ilnur Zakarin \| Katusha-Alpecin \| + 4 s \| \| \| 3.º \| Tom Dumoulin \| Team Sunweb \| + 16 s \| \| \| 4.º \| Bauke Mollema \| Trek-Segafredo \| + 38 s \| \| \| 5.º \| Rafał Majka \| Bora-Hansgrohe \| + 56 s \| \| \| 6.º \| George Bennett \| LottoNL-Jumbo \| + 56 s \| \| \| 7.º \| Fabio Aru \| Astana \| + 56 s \| \| \| 8.º \| Domenico Pozzovivo \| AG2R La Mondiale \| + 56 s \| \| \| 9.º \| Julian Alaphilippe \| Quick-Step Floors \| + 56 s \| \| \| 10.º \| Romain Bardet \| AG2R La Mondiale \| + 1 min 08 s \| \| |                    |                   |                  |
| |                    |                   |                  |
| Fuente: ProCyclingStats |                    |                   |                  |
| Clasificación general |                    |                   |                  |
| Ciclista | Ciclista           | Equipo            | Tiempo           |
| 1.º | Rui Alberto Costa  | UAE Team Emirates | 12 h 39 min 15 s |
| 2.º | Ilnur Zakarin      | Katusha-Alpecin   | + 4 s            |
| 3.º | Tom Dumoulin       | Team Sunweb       | + 16 s           |
| 4.º | Bauke Mollema      | Trek-Segafredo    | + 38 s           |
| 5.º | Rafał Majka        | Bora-Hansgrohe    | + 56 s           |
| 6.º | George Bennett     | LottoNL-Jumbo     | + 56 s           |
| 7.º | Fabio Aru          | Astana            | + 56 s           |
| 8.º | Domenico Pozzovivo | AG2R La Mondiale  | + 56 s           |
| 9.º | Julian Alaphilippe | Quick-Step Floors | + 56 s           |
| 10.º | Romain Bardet      | AG2R La Mondiale  | + 1 min 08 s     |

### Etapa 4
| \| Clasificación de la etapa \| Clasificación de la etapa \| Clasificación de la etapa \| Clasificación de la etapa \| Clasificación de la etapa \| \| Ciclista \| Ciclista \| Equipo \| Tiempo \| \| \| ------------------------- \| ------------------------- \| ------------------------- \| ------------------------- \| ------------------------- \| \| 1.º \| Caleb Ewan \| Orica-Scott \| 3 h 03 min 06 s \| \| \| 2.º \| Mark Cavendish \| Dimension Data \| + 0 s \| \| \| 3.º \| André Greipel \| Lotto-Soudal \| + 0 s \| \| \| 4.º \| Niccolò Bonifazio \| Bahrain-Merida \| + 0 s \| \| \| 5.º \| Matteo Pelucchi \| Bora-Hansgrohe \| + 0 s \| \| \| 6.º \| Roger Kluge \| Orica-Scott \| + 0 s \| \| \| 7.º \| Julian Alaphilippe \| Quick-Step Floors \| + 0 s \| \| \| 8.º \| Aleksandr Porsev \| Gazprom-RusVelo \| + 0 s \| \| \| 9.º \| Kiel Reijnen \| Trek-Segafredo \| + 0 s \| \| \| 10.º \| Rick Zabel \| Katusha-Alpecin \| + 0 s \| \| |                    |                   |                 |
| |                    |                   |                 |
| Fuente: ProCyclingStats |                    |                   |                 |
| Clasificación de la etapa |                    |                   |                 |
| Ciclista | Ciclista           | Equipo            | Tiempo          |
| 1.º | Caleb Ewan         | Orica-Scott       | 3 h 03 min 06 s |
| 2.º | Mark Cavendish     | Dimension Data    | + 0 s           |
| 3.º | André Greipel      | Lotto-Soudal      | + 0 s           |
| 4.º | Niccolò Bonifazio  | Bahrain-Merida    | + 0 s           |
| 5.º | Matteo Pelucchi    | Bora-Hansgrohe    | + 0 s           |
| 6.º | Roger Kluge        | Orica-Scott       | + 0 s           |
| 7.º | Julian Alaphilippe | Quick-Step Floors | + 0 s           |
| 8.º | Aleksandr Porsev   | Gazprom-RusVelo   | + 0 s           |
| 9.º | Kiel Reijnen       | Trek-Segafredo    | + 0 s           |
| 10.º | Rick Zabel         | Katusha-Alpecin   | + 0 s           |

## Clasificaciones finales
- Las clasificaciones finalizaron de la siguiente forma:[3]

### Clasificación general
| \| Clasificación general \| Clasificación general \| Clasificación general \| Clasificación general \| Clasificación general \| \| Ciclista \| Ciclista \| Equipo \| Tiempo \| \| \| --------------------- \| --------------------- \| --------------------- \| --------------------- \| --------------------- \| \| 1.º \| Rui Alberto Costa \| UAE Team Emirates \| 15 h 42 min 21 s \| \| \| 2.º \| Ilnur Zakarin \| Katusha-Alpecin \| + 4 s \| \| \| 3.º \| Tom Dumoulin \| Team Sunweb \| + 16 s \| \| \| 4.º \| Bauke Mollema \| Trek-Segafredo \| + 38 s \| \| \| 5.º \| Julian Alaphilippe \| Quick-Step Floors \| + 53 s \| \| \| 6.º \| Rafał Majka \| Bora-Hansgrohe \| + 56 s \| \| \| 7.º \| George Bennett \| LottoNL-Jumbo \| + 56 s \| \| \| 8.º \| Fabio Aru \| Astana \| + 56 s \| \| \| 9.º \| Domenico Pozzovivo \| AG2R La Mondiale \| + 56 s \| \| \| 10.º \| Patrick Konrad \| Bora-Hansgrohe \| + 1 min 07 s \| \| |                    |                   |                  |
| |                    |                   |                  |
| Fuente: ProCyclingStats |                    |                   |                  |
| Clasificación general |                    |                   |                  |
| Ciclista | Ciclista           | Equipo            | Tiempo           |
| 1.º | Rui Alberto Costa  | UAE Team Emirates | 15 h 42 min 21 s |
| 2.º | Ilnur Zakarin      | Katusha-Alpecin   | + 4 s            |
| 3.º | Tom Dumoulin       | Team Sunweb       | + 16 s           |
| 4.º | Bauke Mollema      | Trek-Segafredo    | + 38 s           |
| 5.º | Julian Alaphilippe | Quick-Step Floors | + 53 s           |
| 6.º | Rafał Majka        | Bora-Hansgrohe    | + 56 s           |
| 7.º | George Bennett     | LottoNL-Jumbo     | + 56 s           |
| 8.º | Fabio Aru          | Astana            | + 56 s           |
| 9.º | Domenico Pozzovivo | AG2R La Mondiale  | + 56 s           |
| 10.º | Patrick Konrad     | Bora-Hansgrohe    | + 1 min 07 s     |

## Evolución de las clasificaciones
| Etapa (Vencedor)           | Clasificación general | Clasificación por puntos | Clasificación de los jóvenes | Clasificación metas volantes |
| -------------------------- | --------------------- | ------------------------ | ---------------------------- | ---------------------------- |
| 1.ª etapa (Mark Cavendish) | Mark Cavendish        | Mark Cavendish           | Niccolò Bonifazio            | Manuele Mori                 |
| 2.ª etapa (Marcel Kittel)  | Mark Cavendish        | Mark Cavendish           | Caleb Ewan                   | Marco Canola                 |
| 3.ª etapa (Rui Costa)      | Rui Costa             | Mark Cavendish           | Julian Alaphilippe           | Marco Canola                 |
| 4.ª etapa (Caleb Ewan)     | Rui Costa             | Mark Cavendish           | Julian Alaphilippe           | Patrick Konrad               |
| Clasificación final        | Rui Costa             | Mark Cavendish           | Julian Alaphilippe           | Patrick Konrad               |

## UCI World Ranking
El Tour de Abu Dhabi otorga puntos para el UCI WorldTour 2017 y el UCI World Ranking, este último para corredores de los equipos en las categorías UCI ProTeam, Profesional Continental y Equipos Continentales. Las siguientes tablas son el baremo de puntuación y los corredores que obtuvieron puntos:
| Posición              | 1.ª | 2.ª | 3.ª | 4.ª | 5.ª | 6.ª | 7.ª | 8.ª | 9.ª | 10.ª |
| Clasificación general | 300 | 250 | 215 | 175 | 120 | 115 | 95  | 75  | 60  | 50   |
| Por etapa             | 40  | 15  | 6   |     |     |     |     |     |     |      |
| Líder                 | 6   |     |     |     |     |     |     |     |     |      |

| Clasificación | Clasificación      | Clasificación     | Clasificación | Clasificación | Clasificación | Clasificación |
| Posición      | Ciclista           | Equipo            | General       | Etapa         | Líder         | Total         |
| ------------- | ------------------ | ----------------- | ------------- | ------------- | ------------- | ------------- |
| 1.º           | Rui Costa          | UAE Team Emirates | 300           | 40            | 6             | 346           |
| 2.º           | Ilnur Zakarin      | Katusha-Alpecin   | 250           | 15            | -             | 265           |
| 3.º           | Tom Dumoulin       | Sunweb            | 215           | 6             | -             | 221           |
| 4.º           | Bauke Mollema      | Trek-Segafredo    | 175           | -             | -             | 175           |
| 5.º           | Julian Alaphilippe | Quick-Step Floors | 120           | -             | -             | 120           |
| 6.º           | Rafał Majka        | Bora-Hansgrohe    | 115           | -             | -             | 115           |
| 7.º           | George Bennett     | LottoNL-Jumbo     | 95            | -             | -             | 95            |
| 8.º           | Fabio Aru          | Astana            | 75            | -             | -             | 75            |
| 9.º           | Mark Cavendish     | Dimension Data    | -             | 61            | 12            | 73            |
| 10.º          | Domenico Pozzovivo | Ag2r La Mondiale  | 60            | -             | -             | 60            |